# Villarino de los Aires
Villarinu és un municipi de la província de Salamanca, de llengua astur-lleonesa a la comunitat autònoma de Castella i Lleó situat entre Pereña de la Ribera i Trabanca.

## Demografia
| 1991 | 1996 | 2001 | 2004 |
| ---- | ---- | ---- | ---- |
| 1306 | 1171 | 1081 | 1091 |